# Serafym (Kadubjanskyj)
Serafym (světským jménem: Vasyl Vasylovyč Kadubjanskyj; * 1. srpna 1976, Vasyliv) je ukrajinský duchovní Ukrajinské pravoslavné církve Moskevského patriarchátu, biskup novovoroncovský a vikář novokachovské eparchie.

## Život
Narodil se 1. srpna 1976 ve vesnici Vasyliv Černovické oblasti.
Dne 23. prosince 1992 přijal mnišský postřih se jménem Serafym na počest svatého Serafima Sarovského. Následující rok odešel do konotopské eparchie, kde byl 27. července biskupem Pantelejmonem (Romanovským) rukopoložen na jerodiákona. Roku 1994 přešel do kléru černovické eparchie. Zde byl jmenován duchovním Uspenského chrámu vesnice Kulivci.
Dne 28. srpna 1997 přijal z rukou metropolity černovického a bukovinského Onufrije (Berezovského) kněžské svěcení. Roku 2004 dokončil dálkové studium Kyjevského duchovního semináře a o dva roky později Kyjevské duchovní akademie. Přešel do kléru chustské eparchie, kde byl ustanoven duchovním chrámu Ikony Matky Boží Všech strádajících radost v Chustu.
Dne 9. června 2006 byl povýšen na igumena a 11. prosince byl přijat do kléru chersonské eparchie. Sloužil v katedrálním chrámu Ducha svatého v Chersonu a zároveň jako ekonom eparchie.
Dne 14. května 2007 byl jmenován představeným chrámu Přesvaté Bohorodice vesnice Novovoskresenske. Roku 2012 byl povýšen na archimandritu. Od roku 2020 působil jako představený chrámu svatého Mikuláše sídla Novovoroncovka a jako blagočinný Novovoroncovského okruhu.
Dne 23. října 2024 jej Svatý synod Ukrajinské pravoslavné církve zvolil biskupem novovoroncovským a vikářem novokachovské eparchie. Biskupská chirotonie proběhla 30. října v chrámu Všech svatých Pantelejmonova ženského monastýru v Kyjevě. Hlavním světitelem byl metropolita kyjevský a celé Ukrajiny Onufrij (Berezovskyj).